# Тильково
Тильково (пол. Tylkowo, нім. Scheufelsdorf) — село в Польщі, у гміні Пасим Щиценського повіту Вармінсько-Мазурського воєводства.
Населення — 427 осіб (2011).

## Демографія
Демографічна структура станом на 31 березня 2011 року:
|          | Загалом | Допрацездатний вік | Працездатний вік | Постпрацездатний вік |
| -------- | ------- | ------------------ | ---------------- | -------------------- |
| Чоловіки | 220     | 59                 | 144              | 17                   |
| Жінки    | 207     | 48                 | 124              | 35                   |
| Разом    | 427     | 107                | 268              | 52                   |